# Teste rosse
Teste rosse (Those Redheads from Seattle) è un film del 1953 diretto da Lewis R. Foster.
È un western statunitense a sfondo musicale ambientato nel 1898 nello Yukon durante il periodo della corsa all'oro con Rhonda Fleming, Gene Barry e Agnes Moorehead.

## Produzione
Il film, diretto da Lewis R. Foster su una sceneggiatura di Lewis R. Foster, Daniel Mainwaring, George Worthing Yates, fu prodotto da William H. Pine e William C. Thomas tramite la Pine-Thomas Productions e girato nei Paramount Studios a Hollywood, Los Angeles, California, da metà marzo a fine aprile 1953. I titoli di lavorazione furono Two Sisters from Seattle e Those Sisters from Seattle. il film fu girato in 3-D con suono stereo.

## Distribuzione
Il film fu distribuito con il titolo Those Redheads from Seattle negli Stati Uniti dal 16 ottobre 1953 al cinema dalla Paramount Pictures.
Altre distribuzioni:
- nel Regno Unito il 14 dicembre 1953
- in Finlandia il 14 giugno 1957 (Punatukkaiset enkelit)
- in Brasile (...E as Ruivas Chegaram)
- in Grecia (4 koritsia stin Alaska)
- in Grecia (O pyretos tou hrysou)
- in Italia (Teste rosse)